# Seznam jugoslovanskih kandidatov za oskarja za najboljši mednarodni celovečerni film
Seznam slovenskih kandidatov za oskarja za najboljši mednarodni celovečerni film navaja filme, ki jih je Jugoslavija uradno predlagala Ameriški filmski akademiji kot kandidate za oskarja v kategoriji mednarodnih celovečernih filmov. Akademija sprejme po en predlog iz vsake države od pooblaščene organizacije, žirija pa izmed predlogov izbere pet filmov, ki so nato nominirani za oskarja v tej kategoriji. Najuspešnejši režiser je Veljko Bulajić s sedmimi izbranimi filmi za jugoslovanskega kandidata. Šest jugoslovanskih filmov je bilo nominiranih, tudi hrvaški film Deveti krog slovenskega režiserja Franceta Štiglica leta 1960.
| Leto (podelitev) | Naslov za nominacijo             | Izvirni naslov           | Slovenski naslov             | Jezik                                        | Režiser             | Rezultat         |
| ---------------- | -------------------------------- | ------------------------ | ---------------------------- | -------------------------------------------- | ------------------- | ---------------- |
| 1958 (31.)       | The Road a Year Long             | La strada lunga un anno  | Leto dolga cesta             | italijanščina                                | Giuseppe De Santis  | nominiran        |
| 1959 (32.)       | Train Without a Timetable        | Vlak bez voznog reda     | Vlak brez voznega reda       | srbohrvaščina                                | Veljko Bulajić      | ni bil nominiran |
| 1960 (33.)       | The Ninth Circle                 | Deveti krug              | Deveti krog                  | srbohrvaščina                                | France Štiglic      | nominiran        |
| 1963 (36.)       | Kozara                           | Kozara                   | Kozara                       | srbohrvaščina                                | Veljko Bulajić      | ni bil nominiran |
| 1964 (37.)       | Skopje '63                       | Skoplje '63              | Skopje '63                   | srbohrvaščina                                | Veljko Bulajić      | ni bil nominiran |
| 1966 (39.)       | Three                            | Tri                      | Tri                          | srbohrvaščina                                | Aleksandar Petrović | nominiran        |
| 1967 (40.)       | I Even Met Happy Gypsies         | Skupljači perja          | Zbiralci perja               | srbohrvaščina                                | Aleksandar Petrović | nominiran        |
| 1968 (41.)       | It Rains in My Village           | Biće skoro propast sveta | Kmalu bo konec sveta         | srbohrvaščina                                | Aleksandar Petrović | ni bil nominiran |
| 1969 (42.)       | The Battle of Neretva            | Bitka na Neretvi         | Bitka na Neretvi             | srbohrvaščina, angleščina                    | Veljko Bulajić      | nominiran        |
| 1971 (44.)       | Black Seed                       | Црно семе                | Črno seme                    | makedonščina                                 | Kiril Cenevski      | ni bil nominiran |
| 1972 (45.)       | The Master and Margaret          | Majstor i Margarita      | Mojster in Margareta         | srbohrvaščina, italijanščina                 | Aleksandar Petrović | ni bil nominiran |
| 1973 (46.)       | The Battle of Sutjeska           | Sutjeska                 | Sutjeska                     | srbohrvaščina, angleščina, nemščina          | Stipe Delić         | ni bil nominiran |
| 1974 (47.)       | The Dervish and Death            | Derviš i smrt            | Derviš in smrt               | srbohrvaščina                                | Zdravko Velimirović | ni bil nominiran |
| 1975 (48.)       | The Day That Shook the World     | Sarajevski atentat       | Sarajevski atentat           | srbohrvaščina, češčina, angleščina, nemščina | Veljko Bulajić      | ni bil nominiran |
| 1976 (49.)       | The Rat Savior                   | Izbavitelj               | Rešitelj                     | srbohrvaščina                                | Krsto Papić         | ni bil nominiran |
| 1978 (51.)       | Occupation in 26 Pictures        | Okupacija u 26 slika     | Okupacija v 26 slikah        | srbohrvaščina                                | Lordan Zafranović   | ni bil nominiran |
| 1979 (52.)       | The Man to Destroy               | Čovjek koga treba ubiti  | Človek, ki ga je treba ubiti | srbohrvaščina                                | Veljko Bulajić      | ni bil nominiran |
| 1980 (53.)       | Special Treatment                | Посебан третман          | Posebna vzgoja               | srbohrvaščina                                | Goran Paskaljević   | ni bil nominiran |
| 1981 (54.)       | Do You Remember Dolly Bell?      | Sjećaš li se Dolly Bell? | Se spomniš Dolly Bell?       | srbohrvaščina                                | Emir Kusturica      | ni bil nominiran |
| 1982 (55.)       | The Smell of Quinces             | Miris dunja              | Vonj kutin                   | srbohrvaščina                                | Mirza Idrizović     | ni bil nominiran |
| 1983 (56.)       | Great Transport                  | Veliki transport         | Veliki transport             | srbohrvaščina                                | Veljko Bulajić      | ni bil nominiran |
| 1984 (57.)       | The End of the War               | Крај рата                | Konec vojne                  | srbohrvaščina                                | Dragan Kresoja      | ni bil nominiran |
| 1985 (58.)       | When Father Was Away on Business | Otac na službenom putu   | Oče na službeni poti         | srbohrvaščina                                | Emir Kusturica      | nominiran        |
| 1986 (59.)       | Happy New Year '49               | Среќна Нова '49          | Srečno novo leto '49         | makedonščina, srbohrvaščina                  | Stole Popov         | ni bil nominiran |
| 1987 (60.)       | Reflections                      | Već viđeno               | Že videno                    | srbohrvaščina, esperanto                     | Goran Marković      | ni bil nominiran |
| 1988 (61.)       | My Uncle's Legacy                | Život sa stricem         | Življenje s stricem          | srbohrvaščina                                | Krsto Papić         | ni bil nominiran |
| 1989 (62.)       | Time of the Gypsies              | Dom za vešanje           | Dom za obešanje              | srbohrvaščina, romščina, italijanščina       | Emir Kusturica      | ni bil nominiran |
| 1990 (63.)       | Time of Miracles                 | Vreme čuda               | Čas čudes                    | srbohrvaščina                                | Goran Paskaljević   | ni bil nominiran |
| 1991 (64.)       | The Original of the Forgery      | Original falsifikata     | Originalni ponaredek         | srbohrvaščina                                | Dragan Kresoja      | ni bil nominiran |